# Nychiodes andreasaria
Nychiodes andreasaria är en fjärilsart som beskrevs av Warnecke 1925. Nychiodes andreasaria ingår i släktet Nychiodes och familjen mätare. Inga underarter finns listade i Catalogue of Life.